# دائرة صغيرة

الحالات الثلاثة لتقاطع الكرة والمستوي:
1- لاتقاطع
2- تقاطع النقطة
3- تقاطع الحلقة

الدائرة الصغيرة هي الدائرة الناتجة عند قطع الكرة بمستو
عند التقاطع تنتج دائرة نصف قطرها نجده بالعلاقة {\displaystyle {\sqrt {R^{2}-oh^{2}}}}